# Oberwil (Bâle-Campagne)
Pour les articles homonymes, voir Oberwil.
 (mars 2022).
Si vous disposez d'ouvrages ou d'articles de référence ou si vous connaissez des sites web de qualité traitant du thème abordé ici, merci de compléter l'article en donnant les références utiles à sa vérifiabilité et en les liant à la section « Notes et références ».
Oberwil est une ville et une commune suisse du canton de Bâle-Campagne, située dans le district d'Arlesheim.

## Histoire

Vue aérienne de 1000 m par Walter Mittelholzer (1929)

Situé dans la vallée du Leimental, le long du cours de la Birsig, la région d'Oberwil est occupée depuis l'âge du bronze comme en témoignent les dépouilles découvertes datant de cette époque, mais également de l'âge du fer ainsi que de l'époque romaine. Dans la même zone, on a également découvert un four datant du début du Moyen Âge.
Le village est cité par écrit pour la première fois en 1100 sous le nom de Obervvilre. La région est sous le contrôle de l'évêché de Bâle pendant tout le Moyen Âge, mais, comme la plupart des villages de la région, va passer à la réforme protestante entre 1529 et 1585 tout en restant sous la juridiction de l'évêque. C'est le prince-évêque Jacques Christophe Blarer de Wartensee qui va rétablir la religion catholique dans la région en y établissant la Contre-Réforme.
Après la chute de l'évêché devant les troupes françaises en 1792, Oberwil va faire partie de la République rauracienne avant de devenir française dans le département du Mont-Terrible. Au congrès de Vienne de 1815, ce district est attribué au canton de Bâle avant de rejoindre le demi-canton de Bâle-Campagne lors de la belliqueuse séparation de Bâle-Ville (du 4 mai 1832 au 26 août 1833).

## Monuments
La ville comprend plusieurs églises, en particulier l'église paroissiale St. Peter und Paul, l'église gothique Häring-Huus, mais également le presbytère qui date de 1783 ainsi que l'école de 1827 qui a été utilisée comme caserne de pompiers puis comme centre culturel.

## Personnalités
- Stephan Gschwind, entrepreneur, y est né
- Le tennisman Roger Federer y a habité
- L'entraîneur de football Christian Gross y a habité
- L’architecte suisse Peter Zumthor y a grandi

## Sources
- (de) Cet article est partiellement ou en totalité issu de l’article de Wikipédia en allemand intitulé « Oberwil (BL) » (voir la liste des auteurs).